# Igreja de Nossa Senhora das Brotas (Angediva)
Se procura a igreja homónima da freguesia de Brotas, Mora, veja Santuário de Nossa Senhora das Brotas.
A igreja de Nossa Senhora das Brotas da ilha de Angediva, conhecida em inglês por Church of Our Lady of Springs, é um templo católico sito nas imediações da Fortaleza de Angediva, na ilha do mesmo nome, Estado de Goa, Índia. O templo, construído durante a presença portuguesa na ilha no lugar de uma capela datada de 1502, é considerado o mais antigo templo católico da Índia, tendo-se transformado num local de grande romaria para as populações cristãs vizinhas.

## Descrição
A Igreja de Nossa Senhora das Brotas está localizada nas vizinhanças do Forte de Angediva, na ilha de Angediva, na costa ocidental do subcontinente indiano, em território que pertence ao Estado de Goa.
A igreja traça as suas origem a um ermida improvisada que foi construída no ano de 1500, por ordem de Pedro Álvares Cabral, à chegada da segunda expedição portuguesa à Índia para nela ser celebrada missa de acção de graças pelo sucesso da sua viagem. Na ermida, que seria coberta de colmo, foi a 22 de Agosto de 1500 celebrada missa por frei Henrique de Coimbra, com a presença de outros 8 frades franciscanos. Terá sido a primeira missa celebrada pelos portugueses na Índia.
Em 1506 a ermida provisória foi transformada numa estrutura permanente. Foi reconstruída e ampliada em 1682 e subsequentemente requalificada em 1729, ano em que ganhou a actual configuração em estilo indo-português. O outro templo da ilha, a Ermida de São Francisco de Assis, sita nas proximidades da igreja, não tem sido mantida e está em ruínas.
Em 1960, por iniciativa do governador-geral general Vassalo e Silva, a Igreja de Nossa Senhora das Brotas e a Capela de São Francisco de Assis receberam importantes obras de restauro. O mesmo sucedeu com o aquartelamento existente na ilha.
Em reconhecimento do seu papel como local simbólico de igreja-mãe na introdução do catolicismo na Índia, a Igreja de Nossa Senhora das Brotas recebeu uma insígnia concedida pela Santa Sé, que nela se encontra exposta.
A igreja é considerada como o mais antigo templo cristão da Índia fora do Estado de Kerala e visitada por devotos vindos de Karwar, Binaga e outras localidades de Karnataka e Goa.
Embora pertencente à diocese de Goa, devido à sua maior proximidade, a igreja está a cargo de um vigário da diocese de Karwar, já que se localiza apenas a 4 km daquela cidade e a mais de 90 km por estrada de Goa.
A construção da grande base naval do Projecto Seabird, na qual a ilha de Angediva foi incluída, passando a fazer parte do quebra-mar de protecção ao ancoradouro destinado aos navios da Marinha de Guerra da União Indiana, veio colocar a igreja sob a tutela da Marinha Indiana, a qual, nos termos de um acordo celebrado com o Estado de Goa em 1987 deveria proceder à sua conservação.
Já depois da Marinha Indiana ter assumido o controlo da ilha, a Igreja de Nossa Senhora das Brotas foi restaurada e as festividades têm continuado, embora com crescentes restrições e com a contestação de vários sectores da sociedade goesa. O restauro aconteceu dada a pressão da comunidade local, cristã e hindu, principalmente das localidades de Karwar, Sirsi e Binaga.
O pároco de St Annes Church em Binaga, frei Britto D Silva tem vindo a coordenar esforços no sentido de ser mantido o acesso à igreja face às crescentes dificuldades impostas pelas autoridades militares. Também foi relevante o papel do antigo pároco daquela paróquia, frei Kurien, que ganhou o sobriquete de "Anjedivacho Pisso", pelo esforço que desenvolveu para restaurar a igreja à sua antiga glória.
Até recentemente os romeiros que se dirigiam à igreja podiam fazê-lo apenas por barco, mas sem interferência das autoridades. Tudo isso mudou com a instalação da base naval (agora denominada Kadamba), tendo surgido múltiplos confrontos em torno do acesso ao local, agora considerado uma zona militar de alta segurança. Quando o governo do Estado de Goa, autorizou a cedência da ilha para fins militares, em Dezembro de 1987, foi estipulado que os peregrinos pudessem visitar a igreja de Nossa Senhora das Brotas e a Ermida de São Francisco de Assis, particularmente nos dias festivos, o dia 2 de Fevereiro (Nossa Senhora das Brotas) e o dia 4 de Outubro (São Francisco). Contudo, a questão tem-se mantido sem solução, já que a Marinha continua a apenas a conceder autorizações pontuais. O assunto já chegou ao Parlamento da União Indiana, pela voz de um deputado ao Rajya Sabha, que exigiu que os romeiros fossem anualmente autorizados a entrar na ilha. Foi mesmo sugerido a limitação do número de pessoas e a exigência de identificação. Apesar disso as festividades estão suspensas desde 2005.